# Rechtsgeschichte von England und Wales
Die Rechtsgeschichte von England und Wales ist die historische Entwicklung von Rechtsprechung und Rechtslehre der Rechtsordnung von England und Wales.

## Die Entwicklung des Englischen Rechts bis zu den Judicature Acts

### Die Periode bis 1485

#### Entstehung im Mittelalter
Das Common Law als Grundlage des englischen Fallrechtes hat seinen Ursprung im Mittelalter, und zwar in der sog. anglo-normannischen Zeit nach der Eroberung Englands durch Wilhelm den Eroberer im Jahre 1066. Seit der Landnahme durch germanische Stämme (Sachsen, Angeln, Jüten, Dänen) im 6. Jahrhundert hatten in England die verschiedenen Gewohnheitsrechte der einzelnen Stämme gegolten, über deren Anwendung lokale Adlige befanden. Auch nachdem England im 10. Jahrhundert politisch geeint wurde, gab es noch kein einheitlich geltendes Recht. Vielmehr wurde das örtliche Gewohnheitsrecht von den so genannten county courts und hundred courts angewandt, deren Zuständigkeitsbereich der damaligen Unterteilung Englands in Grafschaften und Hundertschaften entsprach. Die Rechtsanwendung durch diese Gerichte geschah in der Weise, dass entschieden wurde, welche der jeweils streitenden Parteien sich einem für heutige Verhältnisse alles andere als rationalen Beweisverfahren zu unterziehen hatte, um die Richtigkeit ihrer Behauptungen zu erhärten.
Auch nach der normannischen Eroberung im Jahre 1066 änderte sich an dieser Rechtspraxis zunächst wenig, außer dass der König einen eigenen königlichen Hofrat, die Curia Regis, für die hohe Gerichtsbarkeit einrichtete. Von der Curia Regis spalteten sich im 13. Jahrhundert nacheinander drei königlichen Gerichte ab: 
1. Der Court of Exchequer (Gericht des Schatzamtes), zuständig vor allem für königliche Finanzsachen und Abgabenangelegenheiten. Hieraus bildete sich später ein Finanzgericht und eine Finanzverwaltung.
2. Der Court of Common Pleas (Gericht für allgemeine Angelegenheiten), auch der common bench genannt, zuständig vor allem für Klagen aus Grundeigentum und Grundbesitz sowie wegen Zahlung bestimmter Schulden.
3. Der Court of King’s Bench (Gericht der Bank des Königs), zuständig vor allem für schwere Straftaten, unerlaubte Handlungen sowie für Appellationen. Dieser Gerichtshof erfüllte außerdem die Rolle eines Berufungsgerichtes, indem die Möglichkeit bestand, hier mangelhafte Verfahren unterer Gerichte zu überprüfen und zu korrigieren.

Schon bald aber wurde die Zuständigkeitsteilung zwischen den drei Gerichten aufgegeben und jedes der drei Gerichte konnte in allen der königlichen Gerichtsbarkeit unterworfenen Angelegenheiten Recht sprechen. Neben den drei königlichen Gerichten blieben für alle anderen Angelegenheiten die nichtköniglichen Gerichte zuständig, also vor allem die county courts oder hundred courts, daneben außerdem Patrimonial- und Kirchengerichte.
Dies sollte sich jedoch allmählich ändern: Allein die königlichen Gerichte verfügten nämlich über wirksame Mittel, um das Erscheinen von Zeugen vor Gericht zu gewährleisten und die ergehenden Urteile auch vollstrecken zu lassen; nur der König vermochte mit Hilfe der Kirche seine Untertanen zur Eidesleistung zu verpflichten. Dazu erschien den Rechtssuchenden die Gerichtsbarkeit des Königs sämtlichen anderen Gerichten weit überlegen. Hinzu kamen vom König ausgesandte berittene Reiserichter (engl. justices in eyre, lat. iusticiarii itinerantes), die im ganzen Land umherreisten und nach dem königlichen Recht urteilten. So konnten die königlichen Gerichte ihre Zuständigkeit zu Lasten der county courts und hundred courts allmählich ausweiten und gegen Ende des Mittelalters die Gerichtsbarkeit alleine ausüben. Aus dem königlichen Recht, das zunächst parallel zu den verschiedenen lokalen Rechtsgewohnheiten bestanden hatte, wurde so ein einheitliches Common Law für ganz England. 
Lediglich für Eheprozesse und Fragen der Kirchenzucht blieben die Kirchengerichte zuständig.
Anders als im kontinentalen Europa des Mittelalters entstand in England mit dem königlichen Common Law ein umfassendes Rechtssystem, das auch für Neuerungen hinreichend offen war. Während später das römische bzw. kanonische Recht seinen Siegeszug durch ganz Kontinentaleuropa antrat, bestand in England wegen des bereits ausgebildeten Rechtssystems keine Notwendigkeit mehr, römisch-kanonische Regeln zu übernehmen. Deshalb blieb in England die Rezeption des römischen Rechts aus. Anders gestaltete sich allerdings die Rechtsentwicklung in Schottland. Die Schotten übernahmen das römisch-kanonische gemeine Recht, das nicht mit dem Common Law zu verwechseln ist.

#### Das System der Writs
Im deutlichen Unterschied zu den kontinentaleuropäischen Rechtssystemen ist im englischen Recht nicht die Klage das klassische Mittel zur Durchsetzung eines bestimmten Anspruchs. Dies geschieht vielmehr mit Hilfe eines sogenannten writ (zu aengl. wrītan ‚schreiben‘, d. h. das Geschriebene), ein Mittel, das dem römischen Aktionenrecht sehr ähnlich ist. Unter einem Writ verstand man ursprünglich den Prozess einleitenden Befehl des Königs an den Sheriff der Grafschaft des Beklagten, mit dem Inhalt, bestimmte prozesseröffnende Maßnahmen einzuleiten. Als solche Maßnahmen kamen z. B. die Vorladung des Beklagten oder die Einberufung einer Jury in Betracht. 
Der rechtstechnische Unterschied zur Klage ist dabei der, dass ein Writ nicht ein prozessuales Mittel zur Durchsetzung eines beliebigen materiellen Anspruchs ist, sondern es gilt der Satz ubi remedium ibi ius (wörtlich ‚wo ein Mittel ist, ist ein Recht‘, remedies precede rights, d. h. „Rechtsmittel sind wichtiger als Rechte“). Mit der Zeit bildete sich eine Anzahl von unterschiedlichen, in ihren jeweiligen Voraussetzungen streng formalisierte Writs heraus, welche aber materiell nur auf eine ganz bestimmte Art von Geschehen gerichtet waren.
Die Verfahrensweise beim Erlass eines Writs war folgende: Der Writ musste vom Kläger gegen eine Gebühr in der königlichen Kanzlei (chancery) beantragt werden und wurde vom Kanzler (Chancellor) gesiegelt. Damit wurde das zuständige Gericht des Beklagten unter Bezeichnung des Streitgegenstandes angewiesen, den Beklagten zu laden oder eine Jury einzuberufen und in der Sache zu verhandeln. 
An dem Verfahren des Writ wird der Unterschied zur Klage noch deutlicher: Während die (dem kontinentaleuropäischen Recht eher bekannte) Klage sich schwerpunktmäßig auf materielles Recht stützt, ist ein Writ ein rein prozessrechtliches Instrument, das zur Begründetheit eines Anspruchs noch keine Aussage zulässt.
Da jeder einzelne Writ das Vorliegen von jeweils unterschiedlichen Voraussetzungen erforderlich machte, war durch die Auswahl des richtigen Writ der Prozessverlauf bereits bis ins Detail festgelegt; denn jeder Writ bedingte die Abfolge der Prozesshandlungen, die Vertretung der Prozessparteien, die Zulassung und Bewertung von Beweisen etc.
Bereits im 12. Jahrhundert bilden sich aus der Vielzahl der im Einzelfall gewährten Writs bestimmte typische Formulare für bestimmte typische Tatbestände heraus. Zu den wichtigsten dieser typischen Writs entwickelten sich schon früh die writs of covenant, writs of right, writs of debt und die writs of trespass. Soweit kein Writ zur Verfügung stand, ein Recht durchzusetzen, konnte das Begehren nicht vor den königlichen Gerichten vorgebracht werden. Aber auch derjenige, der für sein Begehren nicht den richtigen Writ wählte, verlor das Verfahren ohne Rücksicht auf die inhaltliche Berechtigung seines Anliegens.
Die Entstehung neuer Writ-Tatbestände durch extensive Auslegung von bereits bestehenden Writs gelangte im Jahr 1258 zu einem vorläufigen Schlusspunkt: Die wachsende Zahl von Writ-Tatbeständen hatte zu einem Zuständigkeitsverlust der lokalen Gerichte und damit zu einem Machtverlust des lokalen Adels geführt. Den daraus resultierenden Machtkampf mit dem König entschieden die Barone in den Provisions of Oxford (1258) für sich, mit der Folge, dass der Kanzler neue Writs nur noch mit Zustimmung des gesamten königlichen Rates, d. h. der curia regis ausstellen durfte. Bis dahin konnte Henry de Bracton in seinem Tractatus de legibus et consuetudinibus Angliae (1240–1258) bereits 56 verschiedene Writs darstellen.
Aus sachlichen Notwendigkeiten wurden jedoch bereits 1285 wieder neue Writs zugelassen, wodurch die mit den Provisions of Oxford eingetretene Beschränkung der königlichen Gerichtsbarkeit wieder aufgehoben wurde. Bei den neuen Writs handelte es sich um die den actiones utiles des römischen Rechts vergleichbaren writs upon the case und die „writs in consimili casu“. Die beiden letztgenannten Writs sind außerdem gute Beispiele für die Entwicklung, wie durch extensive Auslegung der Tatbestände bestehender Writs und deren Anwendung auf ähnliche Tatbestände allmählich neue Writs geschaffen wurden (in consimili casu).
Das System der Writs litt jedoch unter einem augenscheinlich mangelhaften Schutz vertraglicher Rechte. Glanvill, von dem eine umfassende Sammlung von Writs überliefert ist (um 1185–1189) bemerkt hierzu: „Private Vereinbarungen werden im allgemeinen nicht von den Gerichten unseres Herrn, des Königs, geschützt“. Zur Lösung dieses Problems boten sich verschiedene Wege an: Zum einen ging man, mit Hilfe des writ of detinue, vom Eigentumsgedanken aus. Danach wurden Mieter, Entleiher, Verwahrer und Spediteure nicht durch ihre Abmachungen, sondern aufgrund der Tatsache verpflichtet, dass sie eine fremde Sache innehatten. Zum anderen konnte man, mit Hilfe des writ of debt, auf die Form abstellen. Der Beklagte konnte danach deswegen belangt werden, weil er seine Schuld in einer förmlichen Urkunde anerkannt hatte. Eventuelle Willensmängel spielten hierbei keine Rolle. Beide Writs waren zur Lösung des Problems jedoch nicht zufriedenstellend, vor allem, weil sie nur unter besonderen Voraussetzungen greifen konnten. Daher griff man auf den writ of trespass zurück, welchem dabei unter den anderen Writs bald besondere Bedeutung zukam: Ursprünglich wurde dieser Writ nur dort gewährt, wo jemand mit Gewalt oder unter Bruch des Landfriedens einen anderen in seinem Besitz an Sachen oder in seiner körperlichen Unversehrtheit verletzt hatte. Mit anderen Worten handelt es sich also um einen Writ, der eigentlich ein deliktisches Verhalten sanktionieren soll. In der gerichtlichen Praxis wurden jedoch auf der Basis des „in-consimili-casu-Denkens“ die unter den writ of trespass fallenden Tatbestände nach und nach ausgedehnt: Zunächst wurde auch bei Schaden infolge Schlechterfüllung (misfeasance) verurteilt, immerhin ein Jahrhundert später auch bei Nichterfüllung (non-feasance). Noch etwas später entsteht in Verbindung mit der action of debt eine Klagemöglichkeit, falls der Beklagte sich ausdrücklich zu der eingeklagten Leistung verpflichtet hat (special assumpsit). Aber erst im Jahre 1602 kommt im Slade’s Case der Durchbruch: Jedes Versprechen beinhaltet zugleich die Verpflichtung zu seiner Erfüllung (indebitatus assumpsit). Über einen langen Zeitraum hinweg entwickelte sich die action of trespass on the case so zu den heute noch bekannten Tatbeständen des Delikts- und Vertragsrechts.
An der Entwicklung der Writs wird daher deutlich, welche dominante Bedeutung dem Verfahrensrecht im englischen Recht zukommt. Das Common Law bestand zu Anfang aus einer Reihe von verschiedenen Verfahrensarten, die in streng formalisierter Weise abzulaufen hatten. Hauptsorge des Klägers musste daher sein, die richtige Klageart zu wählen, damit sich die königlichen Gerichte für zuständig erklärten. Der Ausgang des Verfahrens war dagegen unbestimmt, da sich im Common Law erst sehr allmählich materiellrechtliche Normen entwickelten.
Die dem römischen Recht sehr ähnliche Art der Prozesseinleitung hatte dazu geführt, dass englische Prozesspraktiker nicht in Ansprüchen, sondern in Klagetypen dachten. Für das mittelalterliche common law trifft darum wie für das römische Recht zu, dass Sätze des materiellen Rechts erst in einem späteren Stadium – und zwar gleichsam als Abscheidungen des Prozessrechts in dessen Höhlungen und Fugen – erkennbar wurden.

#### Die Equity
Trotz der fortlaufenden Ausweitung des Anwendungsbereichs einiger Writs wurde das Common Law bereits seit dem 14. Jahrhundert von den Rechtssuchenden als starr, unbeweglich und damit als ungenügend empfunden. Der Grund dafür lag vor allem im streng formalisierten Prozessverlauf, welcher durch das System der Writs vorgegeben war. Dieser nahm den Common Law Courts die Möglichkeit, ihre Entscheidungen nach den Grundsätzen von fairness and reasonableness (Treu und Glauben) auszurichten. Infolgedessen konnte zum Beispiel auch der arglistig Handelnde Rechte bekommen, wenn nur die Klageformel (Writ) stimmte. Ein weiterer Mangel lag darin, dass die Gerichte aufgrund des Aktionensystems der Writs an bestimmte, wenige Rechtsfolgen gebunden waren, z. B. Verurteilung auf Schadensersatz, nicht aber Vertragserfüllung oder auf Unterlassung von Handlungen.
In solchen und ähnlichen Fällen wandten sich die Enttäuschten an den König, mit der Bitte um Gerechtigkeit und Gnade. Die auf diesem Wege in ihren Urteilen übergangenen Gerichte nahmen daran zunächst keinen Anstoß, zum einen, weil es sich bei den Bittgesuchen anfangs um Ausnahmen handelte, zum anderen, weil die Common-Law-Gerichte selbst ihre Entstehung und Entwicklung dem Grundsatz verdankten, dass man notfalls vom König selbst Gerechtigkeit erbitten kann. 
Mit der Zeit, als die Bittgesuche an den König zahlreicher wurden, delegierte der König seine Befugnis auf den Kanzler, welcher zunächst im Namen des Königs, später, seit dem Ende des 15. Jahrhunderts als selbständiger Richter entschied. So entstand ein neues Gericht, der Court of Chancery. 
In diesem urteilte der Kanzler ohne Writs, nur kraft königlicher Vollmacht und nach seinem Gefühl für Billigkeit. Im weiteren Verlauf der Zeit hielt sich der Court of Chancery mehr und mehr an seine in früheren Entscheidungen aufgestellten Grundsätze. So verfestigten sich die Maximen, welche diesen Entscheidungen zugrunde lagen, immer mehr zu einem eigenen, neben dem Common Law stehenden Normengefüge, dem Recht der Equity.
Anzumerken bleibt, dass über die Rechtsprechung des Kanzlers, welcher bis 1529 grundsätzlich Geistlicher und in dieser Funktion außerdem Beichtvater des Königs war, viele Grundsätze des kanonischen Rechts in das Recht der Equity einflossen.

### Die Zeit zwischen 1485 und 1832
Nach dem Ende der Rosenkriege, welche den Tudors die englische Krone verschafften (bis 1603), wurde der Kanzler allmählich ein selbständiger Richter, der mit entsprechenden Vollmachten des Königs Recht sprach. Unter der Herrschaft der Tudors nahm die Equity-Rechtsprechung beträchtlichen Umfang an und verlor somit ihren bisherigen Ausnahmecharakter. 
In dieser Situation geriet das common law in Gefahr, beiseitegeschoben oder auf Nebengebiete abgedrängt zu werden, da beide Rechtsgebiete – common law und equity – ihre jeweiligen Befürworter in den gesellschaftlichen Machtkämpfen des 16. und 17. Jahrhunderts hatten: Die Rechtsprechung der equity öffnete sich weit mehr als das common law den am römisch-kanonischen Vorbild orientierten Verfahrensarten und überhaupt der Rezeption des römischen Rechts. Dieses aber genoss die Sympathie der nach absoluter Herrschaft strebenden englischen Könige, da sich nur aus ihm die politische Forderung nach absoluter Verbindlichkeit des königlichen Willens ableiten ließ. Hinzu kam der Gedanke, das vom Kanzler bevorzugte römische Recht begünstige den Absolutismus, weil es sich auf Privatrecht beschränke und die Krone selbst nicht binde.
Das common law seinerseits wurde mit seiner umständlichen und formalistischen – aber gerade dadurch gegen direkten herrscherlichen Zugriff Schutz bietenden – Technik zu einer wichtigen Waffe des Londoner Parlaments im Kampf gegen die absolutistischen Tendenzen des Königs. Hinzu kam der Gegensatz zwischen dem schriftlichen, geheimen und inquisitorischen Verfahren des Kanzlers – stets ohne Jury – und dem mündlichen und öffentlichen Common-Law-Verfahren. Vor allem aber stellte sich der englische Juristenstand mit seinem hinhaltenden Widerstand gegen die Einflüsse des römischen Rechts auf die Seite des Parlaments.
Der Konflikt zwischen den beiden Gerichtszweigen trat 1615 im Earl of Oxford´s Case offen zutage. Der Earl of Oxford hatte mithilfe von Prozessmanipulation ein Urteil eines Common law-Gerichtes erstritten, dessen Vollstreckung vor dem Equity-Gericht nur durch die Drohung seiner eigenen Gefangennahme verhindert werden konnte. Durch die Parteinahme des Königs in dem Fall konnte der court of chancery seitdem somit die Vollstreckung eines Urteils der Common Law-Gerichte unter Androhung der Gefangennahme (subpoena) verhindern. Gleichzeitig stellte diese Entscheidung aber auch einen Kompromiss zwischen equity und common law dar: Denn einerseits gilt zwar seitdem der Grundsatz Equity shall prevail, wonach der equity in Konfliktfällen der Vorrang vor dem common law zukommt. Auf der anderen Seite galt nun, dass die equity lediglich die vom common law gelassenen Lücken ausfüllen soll, um generellen Rechtsschutz bieten zu können, was sich in der Maxime equity follows the law ausdrückt. Infolgedessen war der Konflikt zwischen dem common law und der equity dahingehend abgeschlossen, dass die equity das common law zwar ergänzte, aber nicht mehr als Ganzes verdrängte. Bis heute gibt es im angloamerikanischen Rechtskreis auch eine Tendenz, im common law das Recht des einfachen Volkes zu sehen (daher common), welches sowohl der Equity als dem Recht der Chancery (bzw. des jeweiligen obersten Gerichts), als auch dem Gesetzesrecht gegenübergestellt wird, welches von Parlamenten beschlossen wird. 

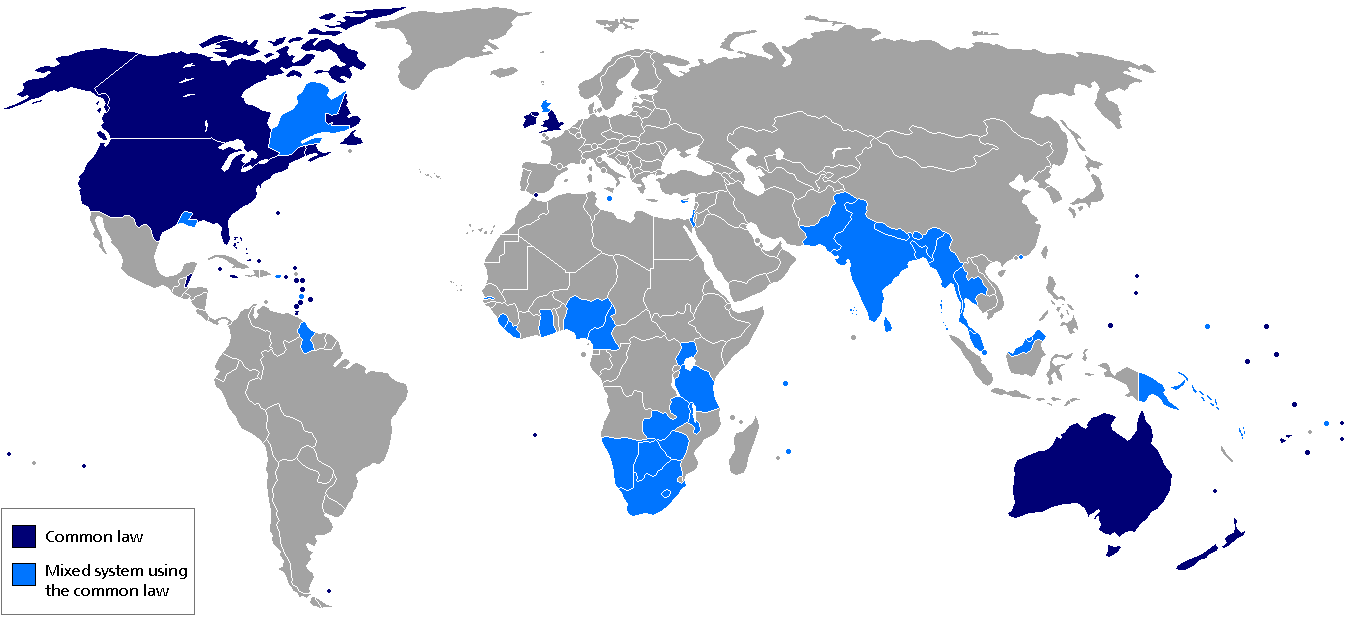
Heutige Verbreitung des Common Law

Das 18. Jahrhundert stellte für England eine Epoche innenpolitischen Friedens dar, während common law und equity eine ruhige, kontinuierliche Entwicklung nahmen. Als herausragende Entwicklung während dieser Zeit ist jedoch die enorme geographische Expansion des englischen Rechts zu nennen. So wurde z. B. bereits 1608 im Fall Calvin v. Smith entschieden, dass in den englischen Kolonien in Nordamerika englisches Recht anzuwenden sei. Dieser Vorgang hatte seine Ursachen in der Gründung, Besiedelung und Eroberung britischer Kolonien in nahezu allen Erdteilen. Von dieser Entwicklung betroffen waren vor allem die späteren USA, der größte Teil Kanadas, Australien, Neuseeland, der indische Subkontinent sowie eine größere Zahl weiterer Länder in Afrika und Asien.
Trotz der späteren Unabhängigkeit dieser Gebiete ist das englische Recht dort bis heute (Ausnahmen: Québec in Kanada, Louisiana in den USA und teilweise Südafrika) als Grundlage von Gesetzgebung und Rechtsprechung beibehalten worden.
- Siehe auch: Recht der Vereinigten Staaten

### Die Zeit zwischen 1832 und 1875
Seit dem Ende des 18. Jahrhunderts wurde in zunehmendem Maße eine radikale Reform des überlieferten Rechts und die Verkündung einer allgemeinen Kodifikation gefordert. Der wichtigste Exponent dieses Zeitalters, welches in England auch the age of reform genannt wird, war der Sozialreformer und Jurist Jeremy Bentham (1748–1832). Dieser und andere Vertreter des Utilitarismus sahen in den geschichtlich gewachsenen, oft mehr auf historischem Zufall als auf rationaler Planung beruhenden Regeln des common law nichts anderes als Hemmnisse auf dem Wege zu einer großangelegten sozialen Reform. 
Der Ruf nach totaler Kodifikation des common law fand indessen keinen ausreichenden Widerhall, da für die meisten englischen Juristen außer Frage stand, dass man das gewachsene englische Recht nicht durch ein Gesetzbuch ablösen kann, das am grünen Tisch ausgearbeitet und an sozialphilosophischen Leitvorstellungen orientiert ist.
Gleichwohl waren die Forderungen Benthams von großem Einfluss auf die englische Rechtsentwicklung im 19. Jahrhundert. Im Vordergrund stand dabei jedoch (wie schon in der Vergangenheit) weniger das materielle Recht, als vielmehr die Reform der Gerichtsverfassung und des Prozessrechts.
Dabei wurde in mehreren Schritten 1832, 1852 (Common Law Procedure Acts) und 1873 (Judicature Acts) die Prozesseinleitung durch Writs abgeschafft. 1857 wurde auch die geistliche Gerichtsbarkeit abgeschafft und 1870 die Möglichkeit einer direkten Verurteilung durch das Parlament durch eine Bill of Attainder.

### Einflüsse des römischen Rechts
Zum Zeitpunkt der Wiederentdeckung des römischen Rechts in Europa im 12. und 13. Jahrhundert war das Common Law bereits so weit entwickelt, dass die Übernahme („Rezeption“) des römischen Rechts, wie sie auf dem Kontinent stattfand, sich hier nicht durchsetzte. Trotzdem waren die ersten Gelehrten des Common Law, insbesondere Glanvill and Bracton, sowie die ersten königlichen Richter mit dem römischen Recht durchaus gut vertraut. Oftmals waren es Kleriker, die im (römischen) kanonischen Recht geschult waren. Eine der ersten und in der Geschichte des Common Law eine der bedeutendsten Abhandlungen, Bractons De Legibus et Consuetudinibus Angliae (On the Laws and Customs of England), war stark beeinflusst von der Gliederung des Rechts in Justinians Institutionen.
Der Einfluss des römischen Rechts nahm nach Bracton stark ab, aber die römisch-rechtliche Unterteilung der Klagen in in rem und in personam, welche von Bracton übernommen worden war, hatte bleibende Auswirkungen und legte den Grundstein für eine Wiederbelebung römisch-rechtlicher Strukturkonzepte im 18. und 19. Jahrhundert. Anzeichen dafür sind in Blackstones Commentaries on the Laws of England zu finden, und römisch-rechtliche Ideen gewannen insbesondere mit dem Aufleben des Rechtsunterrichts an den Universitäten im 19. Jahrhundert wieder an Bedeutung. Eine Konsequenz dieser Entwicklung ist, dass heute die grundsätzliche Unterteilung des Rechts in ein Sachenrecht, Vertragsrecht, Deliktsrecht, und zu einem gewissen Grade ungerechtfertigte Bereicherung, im Civil Law als auch im Common Law vorzufinden sind.

## Die Judicature Acts
Als Folge der Supreme Court of Judicature Acts (1873, in Kraft seit 1875) wurden die bis dahin voneinander isolierten Rechtswege zu einem geschlossenen, hierarchischen System umgeformt, mit dem neugeschaffenen High Court of Justice an der Spitze. In diesem wurden die drei Common-Law-Gerichte sowie der Court of Chancery miteinander verschmolzen, allerdings lebte die alte Aufteilung in einzelnen Abteilungen fort. Trotzdem werden seit den judicature acts sowohl das common law als auch die Regeln der equity von allen Abteilungen nebeneinander angewandt. 
Die judicature acts hatten außerdem gravierende Auswirkungen auf das tradierte System der Writs. Bis dahin stand der Kläger noch vor dem Problem, sich vor Prozessbeginn verbindlich für einen von etwa 412 verschiedenen Writs zu entscheiden, wonach infolgedessen das ganze Verfahren festgelegt war. Von nun an wurde jeder Prozess vor dem High Court of Justice durch einen writ of summons eingeleitet. Dies machte die Festlegung auf einen bestimmten Klagetyp entbehrlich und reduzierte für den Kläger das Risiko, bereits durch rein formale Fehler den Prozess zu verlieren. 
Mit den judicature acts wurde die moderne Entwicklung des englischen common law eingeleitet, wobei der Schwerpunkt der Reform auch weiterhin auf der Modernisierung des Prozessrechts und des Gerichtsverfassungsrechts und weniger auf dem materiellen Recht liegt.